# The Rat Race
The Rat Race is een Amerikaanse dramafilm uit 1960 onder regie van Robert Mulligan. Het scenario is gebaseerd op het gelijknamige toneelstuk uit 1949 van de Amerikaanse auteur Garson Kanin. Destijds werd de film in Nederland uitgebracht onder de titel Avontuur in New York.

## Verhaal
De saxofoonspeler Pete Hammond verlaat zijn geboortestad Milwaukee om zijn geluk te beproeven in New York. Hij deelt er een appartement met de ontgoochelde danseres Peggy Brown. Zij droomde van een doorbraak op Broadway, maar ze heeft het nooit verder gebracht dan haar baan als danseresje in een bruine kroeg.

## Rolverdeling
| Acteur           | Personage        |
| ---------------- | ---------------- |
| Tony Curtis      | Pete Hammond jr. |
| Debbie Reynolds  | Peggy Brown      |
| Jack Oakie       | Mac              |
| Kay Medford      | Mevrouw Gallo    |
| Don Rickles      | Nellie Miller    |
| Marjorie Bennett | Edie Kerry       |
| Hal K. Dawson    | Bo Kerry         |
| Norman Fell      | Telefoonmonteur  |
| Lisa Drake       | Toni             |
| Joe Bushkin      | Frankie J        |
| Sam Butera       | Carl             |
| Gerry Mulligan   | Gerry            |